# Camilo Castiblanco
Jorge Camilo Castiblanco Cubides (Zipaquirá, Cundinamarca, 24 de noviembre de 1987) es un ciclista profesional colombiano que corre para el equipo boliviano Pío Rico-Alcaldía La Vega de categoría Continental.

## Palmarés
2011
- 1 etapa de la Vuelta a Chiapas

2012
- 1 etapa de la Vuelta a Chiriquí

2013
- 1 etapa del Tour de Río
- 1 etapa de la Vuelta al Mundo Maya

2014
- 1 etapa de la Vuelta a Colombia

## Equipos
- SP Tableware (2010)
- EPM (2012-2013)
- Team Colombia (2015)
- GW Shimano (2016)
- Team Illuminate[1] (2018-2021)[2]
- Soñando Colombia[3] (2021)
- Team Illuminate (2022)[4]
- Pío Rico-Alcaldía La Vega (2023)